# Дрюківщина
Дрюківщина —  село в Україні, у Сенчанській сільській громаді Миргородського району Полтавської області. Населення становить 54 осіб. До 2020 року орган місцевого самоврядування — Ісковецька сільська рада.

## Географія
Село Дрюківщина розташоване за 2 км від села Овдіївка та за 5 км — село Ісківці. По селу протікає пересихаючий струмок з загатою.
Біля села розташована ботанічна пам'ятка природи місцевого значення Урочище «Шумейкове».

## Населення

### Мова
Розподіл населення за рідною мовою за даними перепису 2001 року:
| Мова       | Кількість | Відсоток |
| ---------- | --------- | -------- |
| українська | 53        | 98.15%   |
| російська  | 1         | 1.85%    |
| Усього     | 54        | 100%     |